# Colaga
Die Colaga, auch das Kolagah, war ein Volumenmaß für Getreide im indischen Seringapatam.
- 1 Colaga = 988,8 Pariser Kubikzoll = 19,614 Liter

Die Maßkette war:
- 1 Kändaka/Candaca/Kändi/Candy = 20 Colagas = 320 Pöcka-Sihrs/Sultanin-Pöcka-Sihrs à 16 Tchattacks/Chattacks = 19776 Pariser Kubikzoll = 3,923 Hektoliter (etwa Gewicht 308,299 Kilogramm)
  - 1 Pöcka-Sihrs = 61,8 Pariser Kubikzoll = 1,2259 Liter